# Aeroportul DeKalb-Peachtree
Aeroportul DeKalb-Peachtree (IATA: PDK, ICAO: KPDK, FAA LID: PDK) este un aeroport din Comitatul DeKalb, Georgia, Georgia, Statele Unite ale Americii ce deservește zona Atlanta. Aeroportul a fost tranzitat în 2019 de 20.098 de pasageri.
Situat la o altitudine de 306 m, aeroportul dispune de 3 piste.

## Infrastructură

### Piste
Aeroportul dispune de 3 piste: 
- pista 03L/21R din asfalt, cu dimensiunile 3.746 picioare × 150 picioare
- pista 03R/21L din beton, cu dimensiunile 6.001 picioare × 100 picioare
- pista 16/34 din asfalt, cu dimensiunile 3.967 picioare × 150 picioare